# Dolichomitus mandibularis
Dolichomitus mandibularis là một loài tò vò trong họ Ichneumonidae.